# Sharlene Martin
Sharlene Martin – kanadyjska aktorka filmów klasy „B”.
Urodziła się w Vancouver, od dziecka interesowała się sztuką aktorstwa. Najważniejszą rolą Martin jest postać okrutnej Tamary Mason w ósmej części popularnego Piątku, trzynastego. Sharlene pojawiła się w takich filmach, jak Pajęczyna podejrzeń, Hoods czy Podwójne podejrzenie. Alternatywny pseudonim aktorki: „Melissa Martin”.
Obecnie mieszka w rodzinnym Vancouver. W 2013 wystąpiła we własnej osobie w filmie dokumentalnym Crystal Lake Memories: The Complete History of Friday the 13th. Jej synem jest aktor Alexander Ludwig.